# Júlio César (labdarúgó, 1983)
Júlio César Mendes Moreira (Pouso Alegre, 1983. január 19. –) brazil labdarúgóhátvéd.